# Architecture en Islande

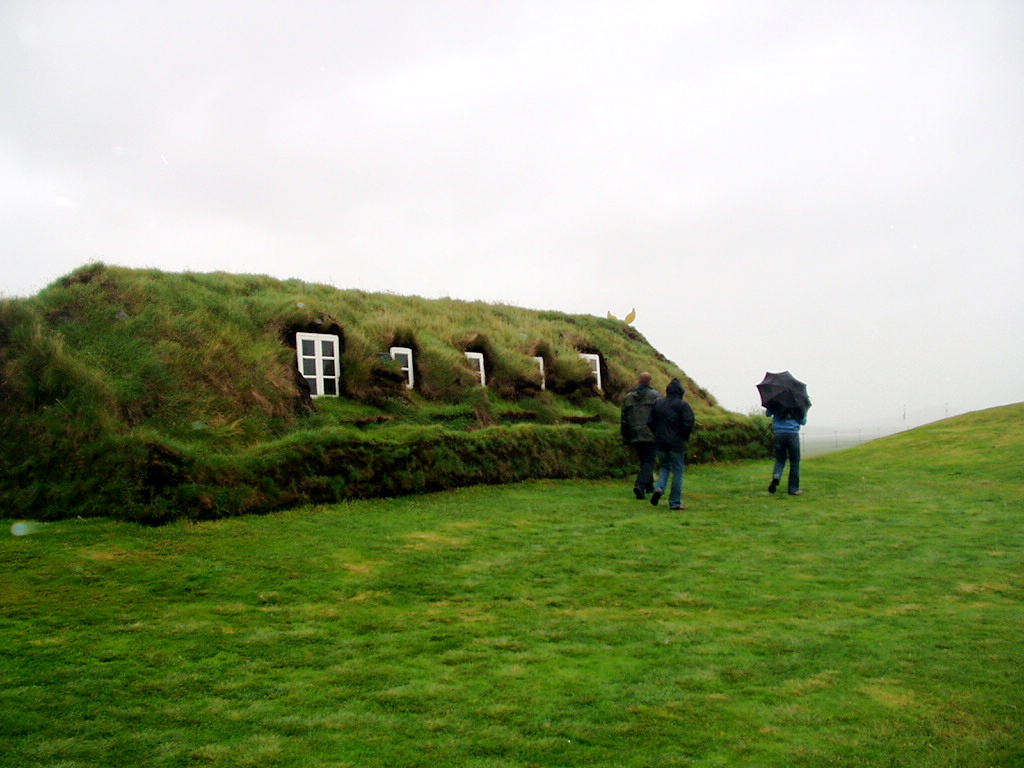
La ferme de gazon Glaumbær au musée folklorique de Skagafjordur

Pour un article plus général, voir Art islandais.
L'architecture en Islande dérive de l'architecture scandinave, et s'est développée sous les contraintes du territoire islandais, comprenant notamment parmi les plus importantes le manque d'arbres, nécessaires aux constructions en bois. Par conséquent, des maisons recouvertes d'herbe se développèrent en Islande. Ces dernières, construites par les colons originaux de l'Islande, dérivent du modèle des longères vikings. Plus tardivement, une architecture inspirée de celle des chalets s'est développée en Islande, moins liée à l'adaptation de la construction en bois aux conditions locales qu'à une évolution stylistique. Enfin, une architecture de pierre, puis de béton s'est finalement imposée en Islande aux côtés des techniques de construction préfabriquée en bois. Les édifices construits en Islande sont souvent de faible hauteur (deux ou trois étages au maximum) tandis que les toits en pente dominent toujours le paysage urbain. Les maisons et les modestes édifices publics sont traditionnellement construits sur une ossature en bois tandis que les planches qui la revêtent en forment les murs. Il arrive cependant que de la tôle ondulée soit employée à la place des planches de bois. Enfin, les façades sont généralement peintes dans des couleurs vives.

## Torfbær
Les torfbær, ou maisons de gazon ont été à l'origine construites par les premiers colons de l'Islande, qui provenaient de la côte ouest de la Norvège. Ces habitations s'inspiraient des longues maisons vikings (les langhús). Les murs extérieurs en gazon étaient doublés intérieurement d'une charpente en bois, qui était ensuite lambrissée, le toit reposant sur deux rangées de piliers divisant l'espace intérieur. La pièce principale de la maison, le skáli, se composait d'un foyer central ouvert et de deux plates-formes surélevées, appelées set. Ces maisons longues ont été retrouvées dans toute la Scandinavie, dans les îles Féroé, les îles écossaises, ainsi qu'au Groenland.
Plus tard, les maisons inclurent un espace de vie supplémentaire, le stofa, et des dépendances plus petites y furent adjointes. La disposition intérieure incorporait également un garde-manger ainsi que des toilettes. Progressivement, la compartimentation des pièces de la maison donna naissance au baðstofa (l'équivalent du sauna). En raison des températures très basses, les habitants de ces maisons se mirent finalement à coucher dans le baðstofa. Par ailleurs, toutes les pièces de la maison étaient reliées par un passage central, cette distribution spécifique était connue sous le nom de gangabær. Finalement, au fil du déclin de la colonie islandaise et en raison du déboisement intensif des forêts islandaises, les maisons se réduisirent finalement à un baðstofa à une pièce.
Vers 1791, alors que les Danois dominaient l'île, un type de maison d'habitation à pignon (burstabær) a été développé par Guðlaugur Sveinsson, qui s'est répandu dans le sud de l'Islande là où le climat est moins rigoureux. La ferme de gazon Glaumbær au musée folklorique de Skagafjordur, ouvert en 1952, constitue un bon exemple de la conception de Sveinsson. 
À partir du XXe siècle, ces maisons se virent adjoindre un framhús, qui est l'équivalent d'un porche en bois placé à l'entrée des maisons. C'est cependant depuis le XXe siècle que ce type d'habitation n'est plus réalisé.

## Églises
Avec l'arrivée du christianisme en Islande en 1000 apr. J.-C., de nombreuses églises furent construites pour répondre aux besoins des colons. Elles étaient alors majoritairement réalisées sur le modèle des maisons de gazon, bien que des églises à pans de bois aient pu être construites. Aucune n'est cependant parvenue jusqu'à nous. Les premières églises en pierre sont apparues vers le XVIIIe siècle mais restent minoritaires. La cathédrale de Reykjavik, datant de 1847, est ainsi construite en bois tandis que la Hallgrímskirkja, construite par Guðjón Samúelsson entre 1945 et 1986 a été réalisée en béton.

## Construction en pierre
De nombreux bâtiments en pierre ont été érigés au XVIIIe siècle, le premier d'entre eux étant un manoir sur Viðey, entièrement construit en pierre volcanique locale. Ces premiers édifices de pierre étaient alors conçus par des architectes danois, l'île étant alors sous domination danoise. Les artisans travaillant à la construction de ces bâtiments étaient également étrangers. L'architecture de pierre qui se répandait alors était ainsi parfaitement similaire à celle développée au Danemark, à l'exception de l'emploi de bardeaux en bois pour le revêtement du toit au lieu de plaques d'ardoises. La construction en pierre était très onéreuse, aussi fut-elle réservée aux bâtiments officiels à l'image du Bessastaðir (la résidence présidentielle) ou encore de l'Alþingishúsið à Reykjavík.

## Développement des villes
L'urbanisation en Islande débute au XVIIIe siècle, alors que des marchands danois établirent des comptoirs permanents dans les ports islandais. Ces comptoirs, construits en bois, étaient préfabriqués. Ainsi, les pièces de bois étaient importées depuis le Danemark, où les ressources en bois étaient plus importantes. Ces édifices au toit haut et aux murs bas étaient goudronnés afin de garantir une meilleure isolation et pour prévenir la pourriture du bois.
Au XIXe siècle, alors que le commerce s'intensifiait avec la métropole, de nombreuses constructions virent le jour à Reykjavik. Ces dernières étaient généralement réalisées dans un style classique d'une grande sobriété. A la fin du siècle cependant, c'est l'influence des chalets suisse et des cabanes norvégiennes qui déteint directement sur l'architecture domestique islandaise. Par ailleurs, c'est à cette époque que des maisons préfabriquées furent construites en nombre, ces dernières comprenaient un avant-toit plus proéminent ainsi que des ouvertures plus grandes. L'emploi de la tôle ondulée, importée d'Angleterre, comme revêtement de toit se diffusa alors. À partir du XXe siècle, c'est le béton qui fut amené à remplacer progressivement le bois. Rögnvaldur Ólafsson, premier véritable architecte islandais, se distingua particulièrement dans sa capacité à manier ce nouveau matériau dans ses construction.